# La Chapelle-d’Armentières
La Chapelle-d’Armentières – miejscowość i gmina we Francji, w regionie Hauts-de-France, w departamencie Nord.
Według danych na rok 1990 gminę zamieszkiwało 7825 osób, a gęstość zaludnienia wynosiła 758 osób/km² (wśród 1549 gmin regionu Nord-Pas-de-Calais La Chapelle-d’Armentières plasuje się na 111. miejscu pod względem liczby ludności, natomiast pod względem powierzchni na miejscu 306.).